# Woman's Journal
O Woman's Journal foi um periódico dos Estados Unidos sobre os direitos das mulheres publicado entre 1870 e 1931. O periódico foi fundado em 1870 em Boston, Massachusetts, por Lucy Stone e seu marido Henry Browne Blackwell como um jornal semanal. Em 1917, foi comprado por Carrie Chapman Catt, da Comissão Leslie pelo Sufrágio Feminino, e foi fundido com o The Woman Voter e National Suffrage News, e passaram a ser conhecidos como The Woman Citizen. Serviu como órgão oficial da Associação Nacional Americana pelo Sufrágio Feminino até 1920, quando a organização foi reformada como Liga das Eleitoras, e a Décima Nona Emenda da Constituição dos Estados Unidos foi aprovada, concedendo às mulheres o direito de voto. A publicação do Woman Citizen teve sua carga reduzida de semanal para quinzenal e então mensal. Em 1927, foi renomeado para The Woman's Journal. A publicação foi interrompida em junho de 1931.

## História

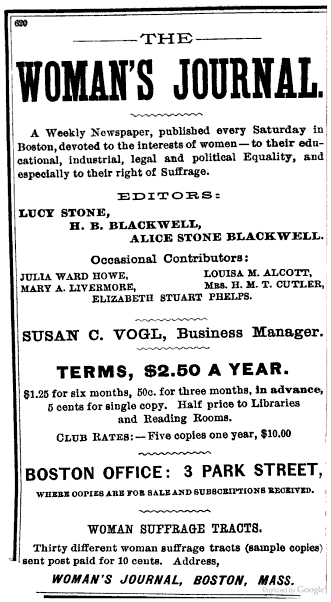
Anúncio de 1887

O Woman's Journal foi fundado em 1870 em Boston, Massachusetts por Lucy Stone e seu marido Henry Browne Blackwell, como um jornal semanal. O novo jornal incorporou o Agitator de Mary A. Livermore, assim como um periódico menos conhecido, o Woman's Advocate.
A primeira edição foi publicada em 8 de janeiro, no aniversário de dois anos do primeiro número do The Revolution de Susan B. Anthony. Stone e Blackwell atuaram como editores, com a assistência de Livermore. Julia Ward Howe editou de 1872 a 1879. Alice Stone Blackwell, filha de Lucy e Henry, começou a editar em 1883, e assumiu como única editora após a morte de seu pai em 1909, continuando até 1917. Colaboradores incluíram Antoinette Brown Blackwell, Mary Johnston, Stephen S. Wise, Zona Gale, Florence Kelley, Witter Bynner, Ben B. Lindsey, Louisa May Alcott, Harriet Clisby e Caroline Bartlett Crane. William Lloyd Garrison foi um colaborador frequente. Por volta de 1887, a sede estava localizada em Boston, na Park Street.
O Woman's Journal recusou-se a publicar anúncios relacionados a tabaco, bebidas alcoólicas ou drogas.
Em 1910, o Woman's Journal absorveu o Progress, o órgão oficial da Associação Nacional Americana pelo Sufrágio Feminino (NAWSA). Até 1912, manteve-se como órgão oficial da NAWSA, ano quando foi renomeado para Woman's Journal and Suffrage News. Em 1915, a circulação tinha atingido 27 634 assinaturas, em comparação às 2 328 em 1909.

### The Woman Citizen

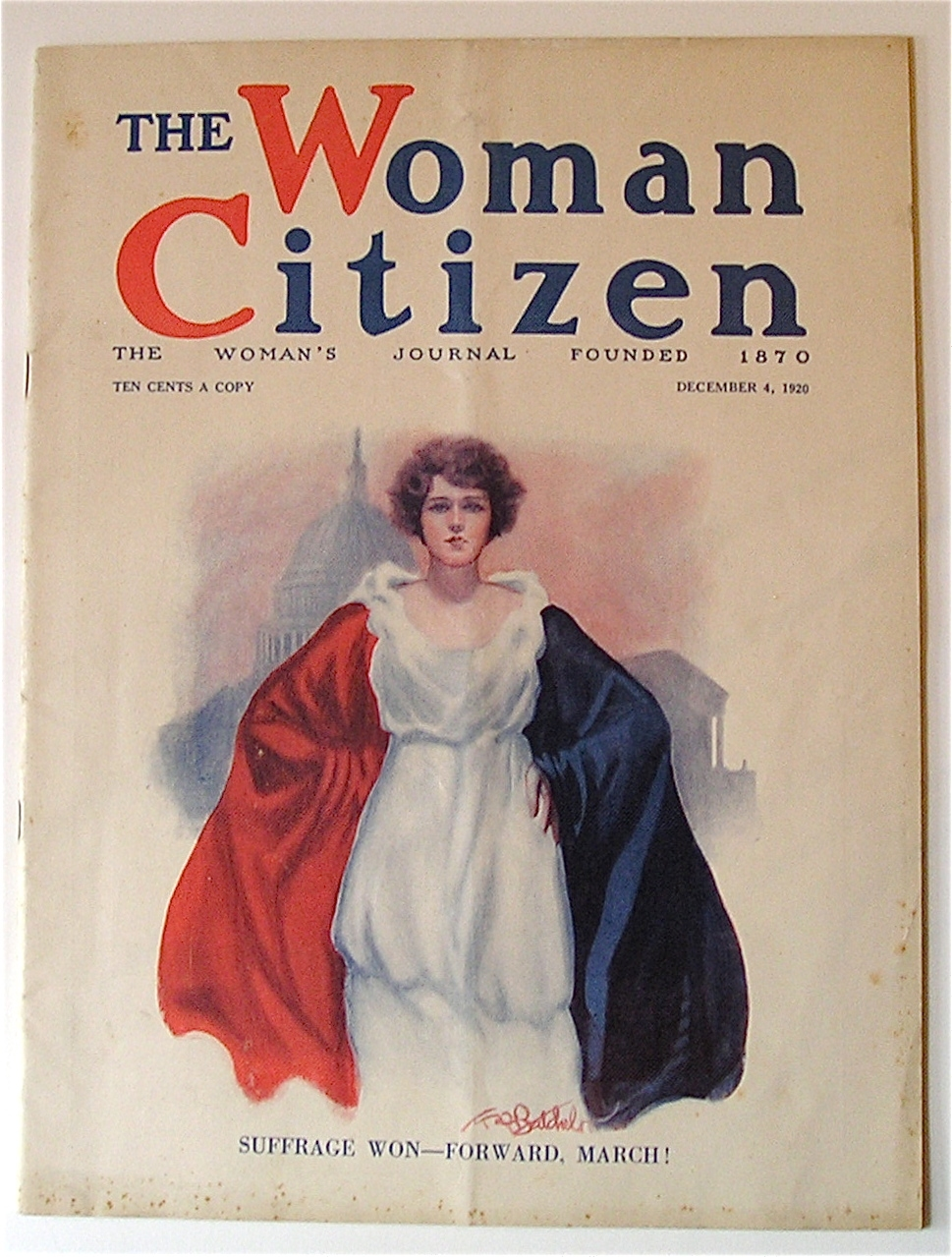
The Woman Citizen, 4 de dezembro de 1920

Em 1917, o Woman's Journal foi adquirido por Carrie Chapman Catt, da Comissão Leslie pelo Sufrágio Feminino, por US$ 50 000, e foi fundido ao Woman Voter, o jornal oficial do Partido do Sufrágio Feminino da cidade de Nova York, e ao National Suffrage News da NAWSA, e passou a ser conhecido como The Woman Citizen. Serviu como órgão oficial da NAWSA até 1920, quando a Associação foi reformada como a Liga das Mulheres Eleitoras e a Décima Nona Emenda à Constituição dos Estados Unidos foi aprovada, garantindo o direito das mulheres de votar.
A editora-chefe do Woman Citizen foi Rose Emmet Young; Alice Stone Blackwell foi uma editora colaboradora. Cada membro do Congresso dos Estados Unidos recebeu uma assinatura gratuita do jornal. Ele cobriu questões como trabalho infantil, além do sufrágio feminino. Depois que as mulheres conquistaram o direito de voto, o foco da revista mudou para a educação política para mulheres. Um dos objetivos da Liga das Mulheres Eleitoras era demonstrar seu poder político contínuo, agora na forma de um grande número de eleitoras recém-emancipadas, e suavizar sua imagem aos olhos das mulheres que desconfiavam de políticos radicais. Para tanto, a revista cortejou leitoras de classe média. Ele foi editado em apoio à Lei da Maternidade e da Infância de 1921, a primeira legislação importante a ser aprovada após a emancipação total das mulheres. Os leitores foram incentivados a apoiar a lei escrevendo para seus representantes e conversando com seus vizinhos sobre ela; um artigo incluía instruções passo a passo para descobrir os nomes e endereços de seus legisladores.
A publicação de Woman Citizen diminuiu de semanal para quinzenal e eventualmente mensal. Em 1927, foi renomeado para The Woman's Journal. A publicação foi interrompida em junho de 1931.